# Neonitocris rubriventris
Neonitocris rubriventris là một loài bọ cánh cứng trong họ Cerambycidae.